# Ángel García-Sanz Marcotegui
Ángel García-Sanz Marcotegui (Morentin, Navarra, 1949) es un historiador español, catedrático de Historia Contemporánea de la Universidad Pública de Navarra.

## Biografía
Licenciado en Geografía e Historia por la Universidad de Navarra en 1973, obtiene en 1977 el título de Profesor Agregado de Bachillerato. En 1983 se doctoró en Historia por la Universidad Complutense de Madrid y obtiene también la Cátedra de Bachillerato. Ha sido Profesor Titular de Historia Contemporánea en la Universidad del País Vasco (1988-1991) y de la Universidad Pública de Navarra (1991-2009). 
Ha sido director del Departamento de Geografía e Historia en la Universidad Pública de Navarra en diferentes etapas, director de la revista Huarte de San Juan. Geografía e Historia desde 1994 y ha formado parte de los consejos de redacción de otras cuatro (Príncipe de Viana, Cuadernos de Etnología y Etnografía de Navarra, ambas del Gobierno de Navarra, Vasconia. Geografía e Historia, de la Sociedad de Estudios Vascos, y de Historia Contemporánea, de la Universidad del País Vasco.

## Obras y publicaciones
Su vasta producción historiográfica alcanza los 53 artículos de revista, 28 libros como autor, otros 23 de colaborador, además de una docena de comunicaciones en congresos:

### Libros como autor
- La Confederación Liberal de la Montaña de Navarra (1836-1837). Universidad Pública de Navarra, 2020. ISBN 978-84-9769-356-1
- Liberales navarros a través de sus textos (1820-1823). Universidad Pública de Navarra, 2018. ISBN 978-84-9769-326-4
- Liberales navarros en la primera guerra carlista: los cuerpos francos y el motín de 1837 Pamplona. Universidad Pública de Navarra, 2014. ISBN 978-84-9769-291-5
- El fuerismo constitucional y la Diputación de Navarra (1841-1923). Pamplona. Instituto Navarro de Administración Pública, 2010. ISBN 978-84-235-3269-8
- El voto femenino y las elecciones municipales de 1933 en Navarra. Pamplona. Universidad Pública de Navarra, 2009. ISBN 978-84-9769-248-9
- Memoria histórica e identidad: en torno a Cataluña, Aragón y Navarra. Pamplona. Universidad Pública de Navarra, 2004. ISBN 84-9769-061-3
- Intransigencia, exaltación y populismo: la política navarra en tres semanarios criptocarlistas (1913-1915). Donostia. Txertoa, 1994. ISBN 84-7148-283-5
- La Navarra de "La Gamazada" y Luis Morote. Pamplona. 1993 LENTE. ISBN 84-604-5973-X
- Caciques y políticos forales: las elecciones a la Diputación de Navarra (1877-1923). Pamplona. 1992. ISBN 84-604-3029-4
- Las elecciones municipales de Pamplona en la Restauración, (1891-1923). Gobierno de Navarra, 1990. ISBN 84-235-0906-0
- Navarra: conflictividad social a comienzos del s. XX y noticia del anarcosindicalista Gregorio Suberviola Baigorri, 1896-1924. Pamiela, 1984. ISBN 84-398-1690-1

### Biografías
- Matilde Huici (1890-1965): una "intelectual moderna" socialista. Pamplona. Carlos Chivite Fundación, D.L. 2010. ISBN 978-84-9769-261-8
- El navarrismo liberal: Juan Yanguas Iracheta (1824-1895). Pamplona. Universidad Pública de Navarra, 2008. ISBN 978-84-9769-218-2
- Diccionario biográfico del socialismo histórico navarro. Universidad Pública de Navarra, Servicio de Publicaciones, 2007
- Constantino Salinas (1886-1966): un médico navarro comprometido con el socialismo democrático. Universidad Pública de Navarra, 2003. ISBN 84-9769-036-2
- Gregorio Angulo (1868-1937): los "obreros conscientes" navarros. Pamplona. Unión General de Trabajadores de Navarra, 1999. ISBN 84-605-9231-6
- Diccionario biográfico de los diputados forales de Navarra (1840-1931). Gobierno de Navarra, Departamento de Presidencia e Interior, 1996. ISBN 84-235-1552-4
- Daniel Irujo Urra (1862-1911): el carlo-nacionalismo imposible del defensor de Sabino Arana. Pamiela, 1995. ISBN 84-7681-213-2
- Florencio Alfaro Zabalegui (1982-1936): trayectoria y testamento político de un concejal republicano pamplonés. Txertoa, 1986. ISBN 84-7148-186-3
- Republicanos navarros. Pamiela, 1985. ISBN 84-398-4153-1

## Premios y reconocimientos
- 2003. Accésit del "Premio de Investigación Universidad Caja Navarra" por su trabajo de investigación.
- 2020. Correspondiente de la Real Academia de la Historia.[1][3]